# Першотравнева (станція метро, Мінськ)
53°53′38″ пн. ш. 27°34′13″ сх. д. / 53.89389° пн. ш. 27.57028° сх. д.
Першотравне́ва (біл. Першама́йская) — станція Автозаводської лінії Мінського метрополітену, розташована між станціями «Купаловська» та «Пролетарська». Відкрита у квітні 1991 року за кілька місяців після відкриття першої черги Автозаводської лінії. 

## Конструкція станції
Колонна двопрогінна мілкого закладення з двома прямими береговими платформами.

## Колійний розвиток
Станція без колійного розвитку.

## Виходи
Станція розташована біля набережної річки Свіслоч під вул. Леніна. Зі станції можна дістатись до кіноконцертного залу «Мінськ», заводу «Мінськ-Кришталь», ліцею БДУ і стадіону «Динамо». 

## Фотогалерея

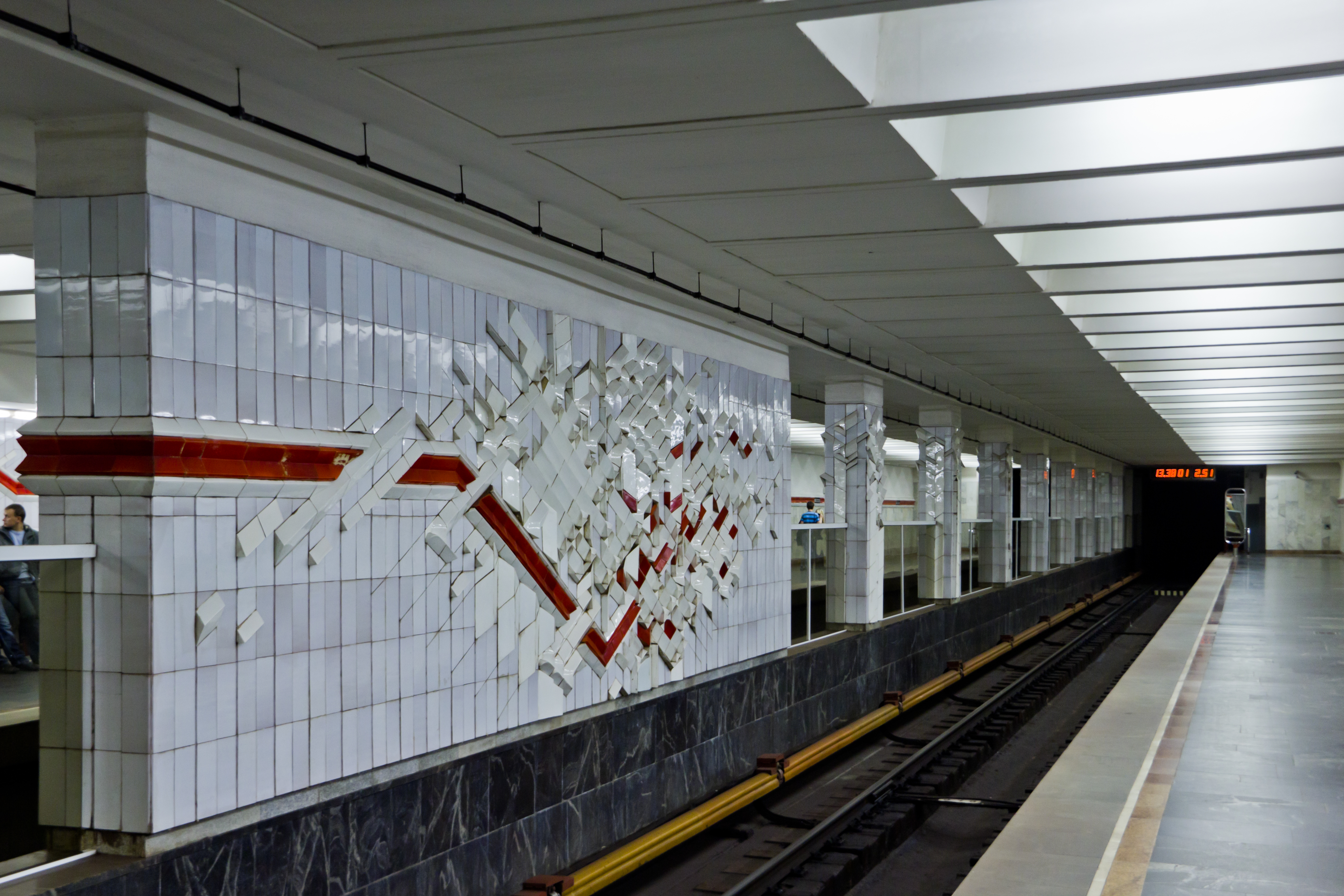
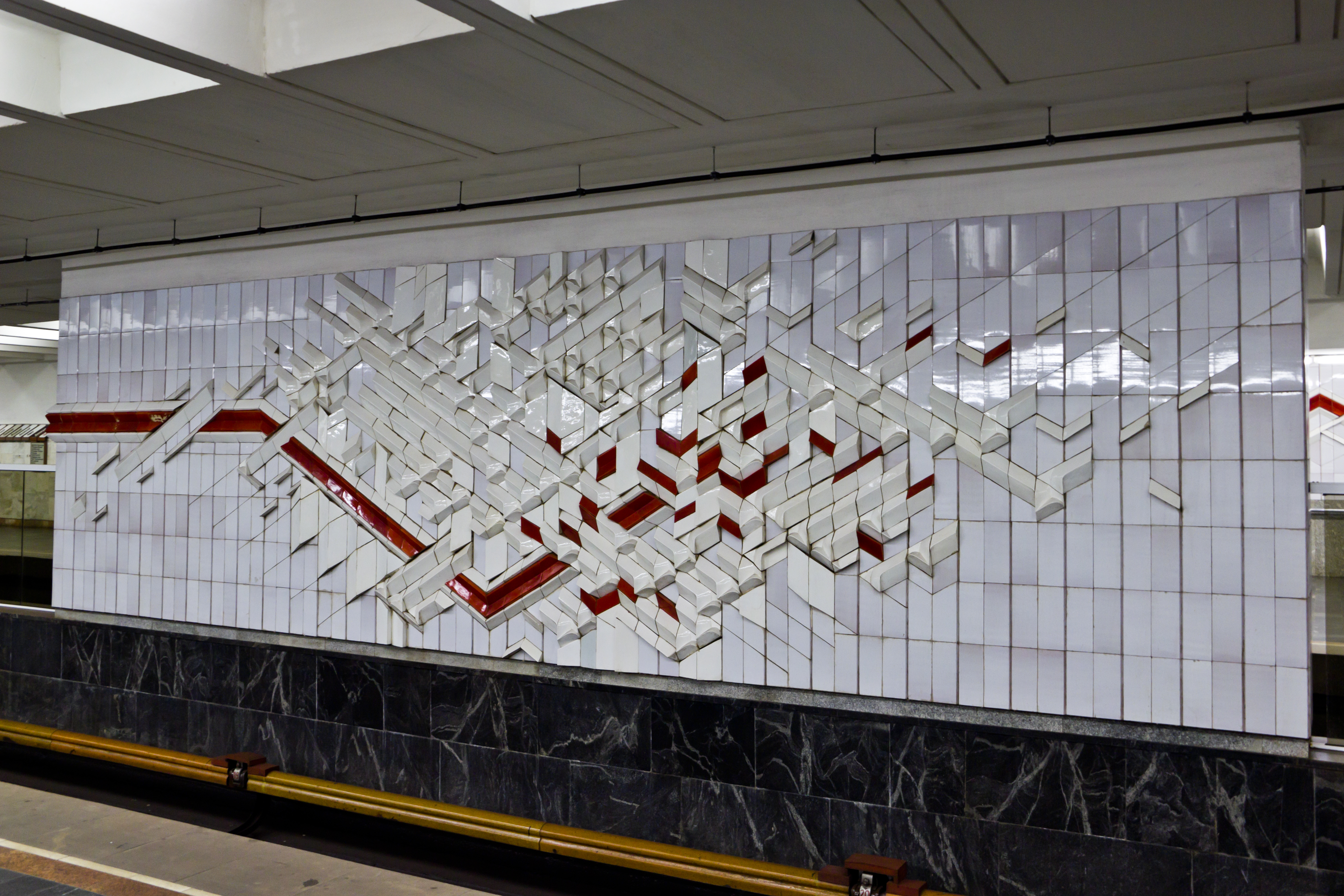
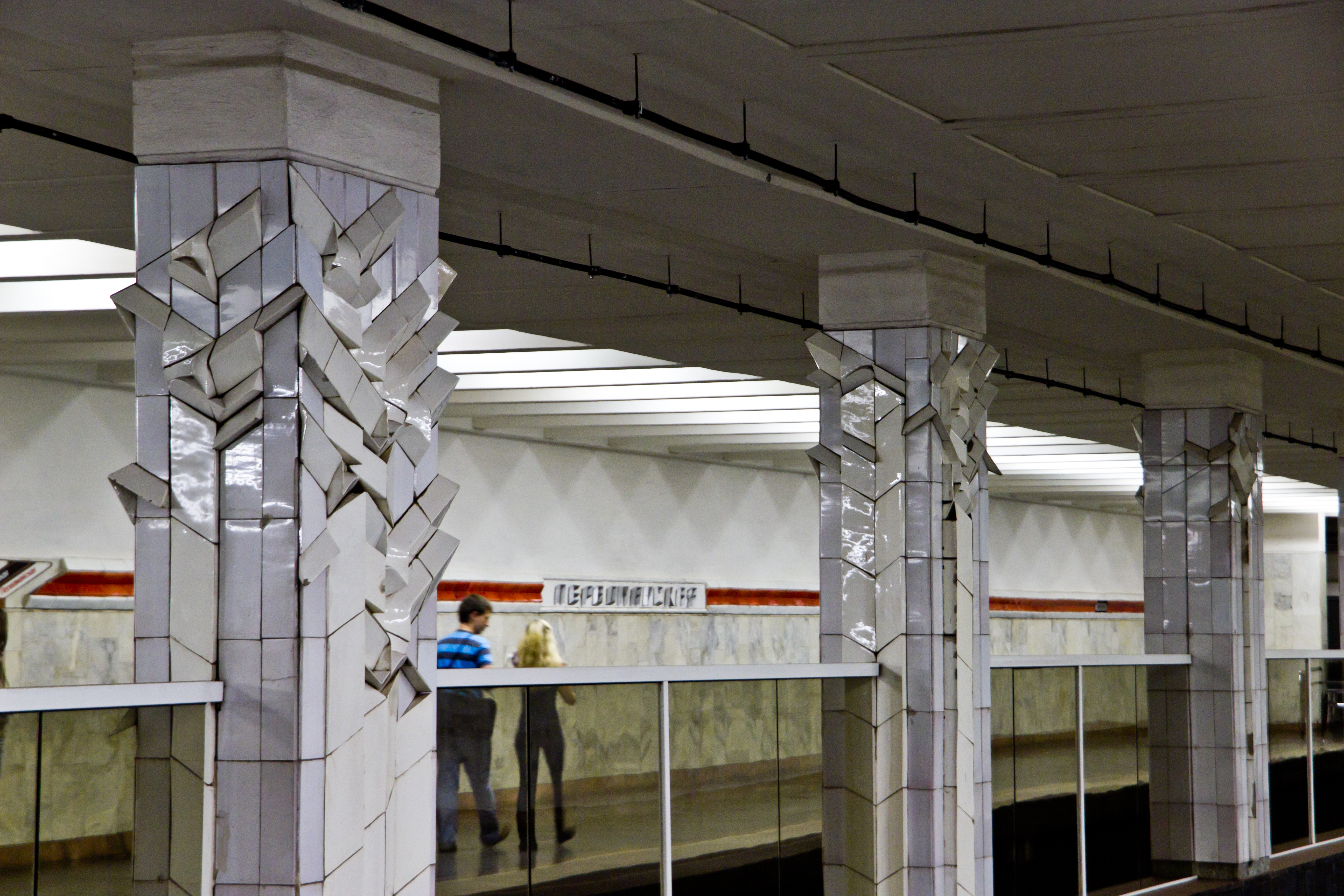
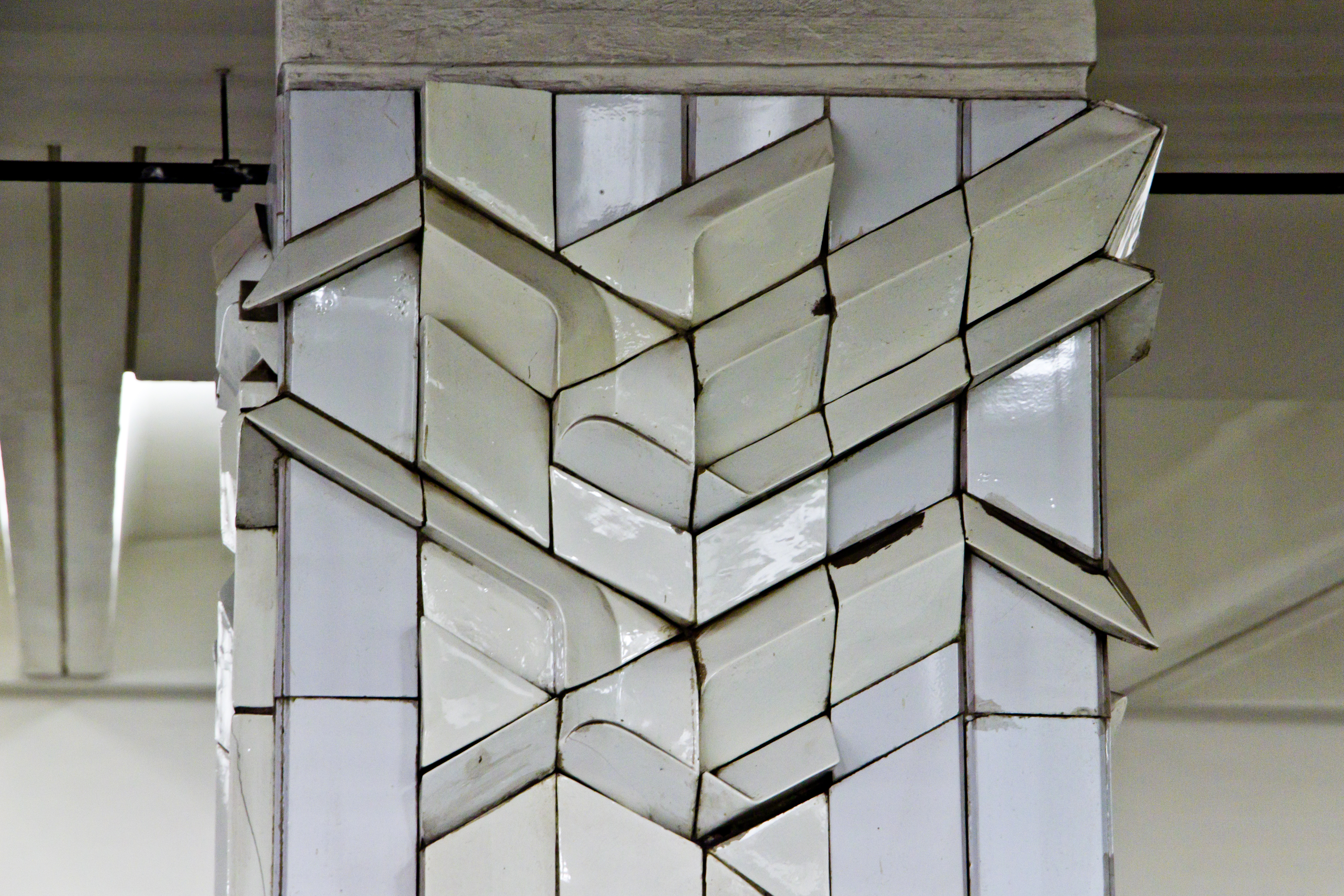
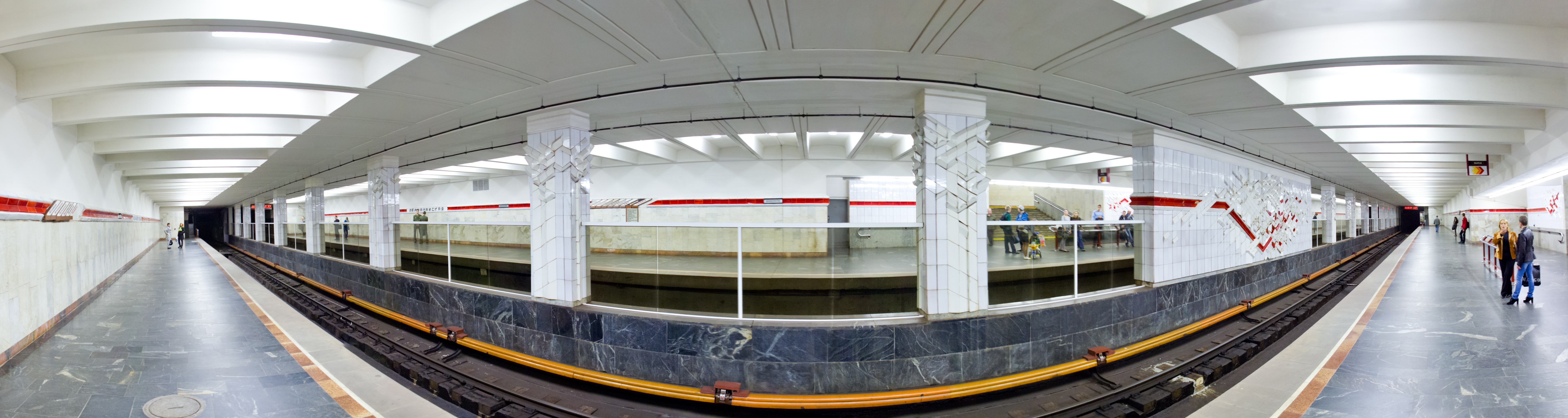
Панорама станції